# 格斯·肯沃西

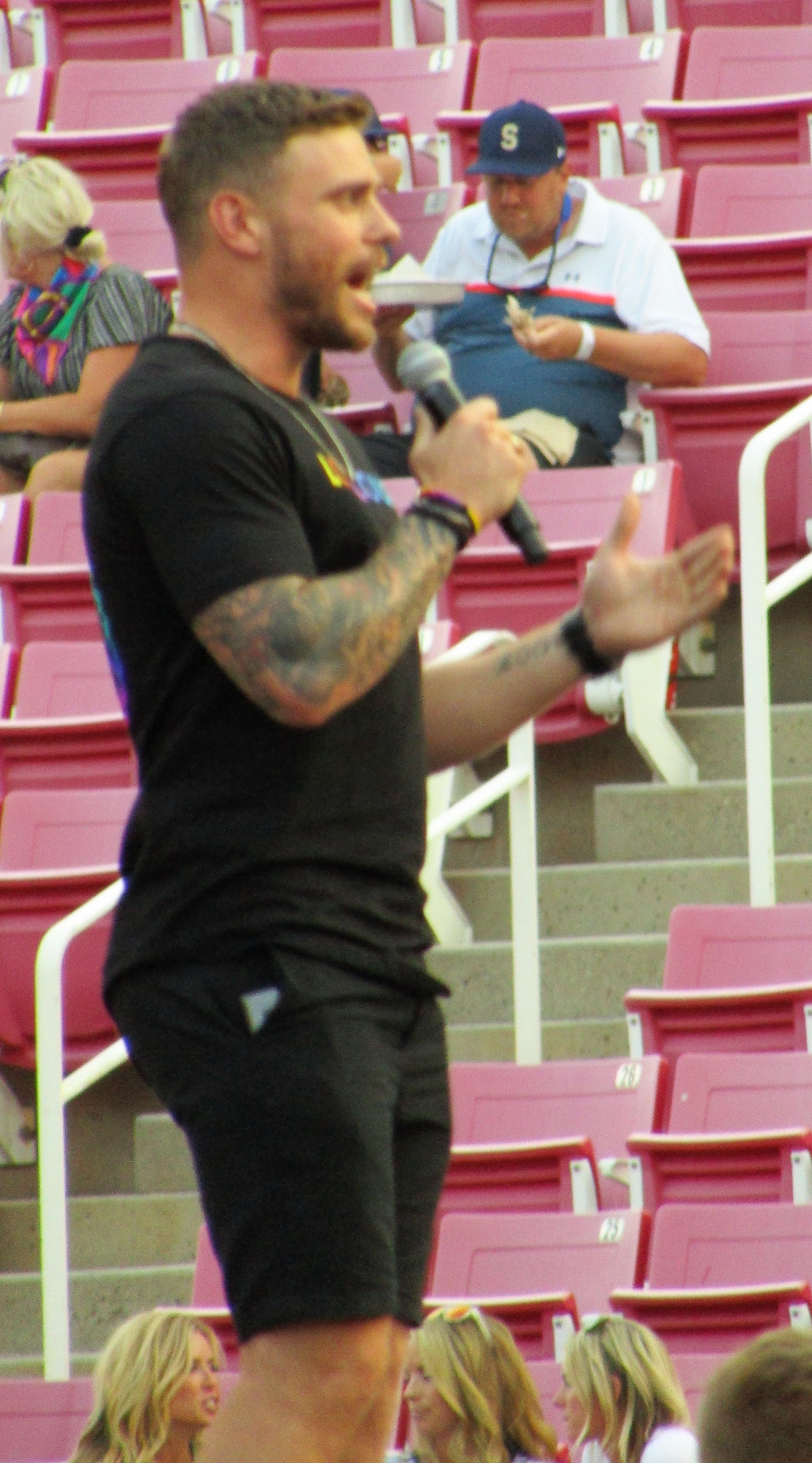
格斯·肯沃西（2018年）

格斯·肯沃西（英語：Augustus Richard "Gus" Kenworthy；1991年10月1日—）是一位出生在英國的美國滑雪運動員。

## 生平
肯沃西出生於英國埃塞克斯郡的切爾姆斯福德，由於有英國母親希瑟·“皮普”·泰勒和美國父親彼得·肯沃西，他持有英、美雙重國籍。
在2014年索契冬奧會上，格斯獲得了男子自由式滑雪的銀牌。
2015年，他在一次ESPN的訪談上公開出櫃。他也登上過英國男同性戀雜誌態度的封面。
2019年12月，肯沃西宣布他将代表他的出生地英国参赛。
2020年2月，肯沃西赢得了他作为英国选手的第一枚国际雪联自由式滑雪世界杯金牌。

## 外部連結
- Team USA profile for Gus Kenworthy （页面存档备份，存于）